# Aliatypus plutonis
Aliatypus plutonis är en spindelart som beskrevs av Coyle 1974. Aliatypus plutonis ingår i släktet Aliatypus och familjen Antrodiaetidae. Inga underarter finns listade i Catalogue of Life.